# Baños de Benasque
Los baños de Benasque son un balneario aragonés, actualmente abandonado, situado en el municipio de Benasque (comarca de la Ribagorza). El balneario se encuentra situado en el interior del valle, donde con una altura de 1.720 m fue el balneario más alto de España.

## Historia
Las primeras fuentes documentales que describen el uso terapéutico de las aguas de los baños son del año 1522, cuando el boticario de Benasque Francisco Frigoiti las administraba.
El licenciado en medicina y monje de San Victorián Pedro Lecina dio nuevas referencias sobre estas aguas dos siglos después, en el año 1721. El monje habla sobre las fuentes de San Marcial, San Cosme, San Roque, San Juan, San Victorián y Opiliadas y narra el análisis que hace de las aguas junto al boticario local, Bartolomé Juste.
En 1801, el benasqués y entonces ministro de Guerra Antonio Cornel construye una casa en los baños que posteriormente mejoraría el también benasqués, senador y ministro de Hacienda José Ferraz y Cornel. Cuatro años después aparece el folleto "Tratado de las virtudes y usos de las aguas minerales de la villa de Benasque" que publica en Zaragoza Anacleto Bada y que da datos, indicaciones y contraindicaciones de estas aguas.
Durante la Guerra Civil se quemaron las instalaciones de los baños, por lo que tras terminar el conflicto Valero Llanas Tolosa, con una concesión del Ayuntamiento de Benasque, reconstruyó y modernizó el balneario.
La declaración de las aguas como mineromedicinales en 1967 supuso un empujón para la actividad del complejo.
Desde el año 2019, el hotel-balneario fue cerrado y ha quedado abandonado desde entonces, puesto que no hay proyectos de una reapertura.

## Aguas y tratamientos
Las aguas termales de Benás son hipotónicas, sulfhídricas, silico-carbonatatas, alcalino-calcias, oligominerales y bicarbonatadas y salen a 37 °C de temperatura.

## Servicios
El complejo estaba abierto entre los meses de junio y septiembre, con un hostal de una estrella con capacidad para 80 personas. Las instalaciones incluían un restaurante, servicio de pícnic para excursiones, taberna, sala de TV, sala para actividades y juegos, terraza solárium y sala de lectura. Las instalaciones incluían también piscina cubierta, parque infantil y campo de petanca.

## Los baños encantados de Benasque
Según dice una leyenda de la zona, hay una cueva cerca de los Baños de Benasque donde se encuentran encarcelados los servidores del Diablo, convertidos todos en piedras que arden. El propio diablo les castigó a permanecer ahí debido a que no eran lo bastante malos. El encantamiento sólo se deshará cuando aparezca en la Ribagorza un ser que sea lo suficientemente malo.
La leyenda dice que dichas llamas son la razón de que las aguas de los baños salgan calientes de la tierra. Por ello dice la tradición que una persona no debe bañarse más de nueve días consecutivos en estas aguas si no quiere exponerse al maleficio de los diablos que se encuentran en la cueva.